# زیرکونیوم نیترید
زیرکونیوم نیترید (به انگلیسی: Zirconium nitride) با فرمول شیمیایی ZrN یک ترکیب شیمیایی است. که جرم مولی آن ۱۰۵٫۲۳ g/mol می‌باشد. شکل ظاهری این ترکیب، بلورهای دستگاه بلوری چهارگوشه خاکستری است.